# Double Travel

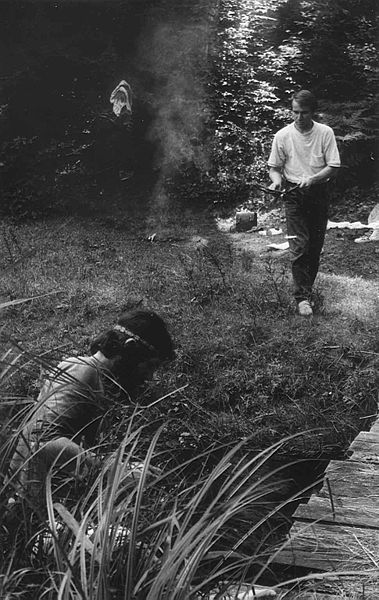
Warsztaty Double Travel "Sny wody i nieba" - Puszcza Solska, sierpień 1989 r.(na zdj. Lech L. Przychodzki i Tadeusz Mazurek)

Double Travel (1986–1990, 1999–2004) – międzynarodowa grupa twórcza, powołana do życia w Lublinie 13 grudnia 1986 r. przez trójkę twórców, związanych z Centrum Sztuki Galeria EL w Elblągu: Waldemara "Disneya" Bochniarza (saksofonistę jazzowego i muzycznego performera), Waldemara "Dziaka" Dziaczkowskiego (psychoterapeutę z PTHP i happenera) i Lecha L. Przychodzkiego ([ex-Ogród/Ogród-2, ex-Dirty Dust], poetę, happenera i teoretyka sztuki). 

## Historia grupy
Pomiędzy rokiem 1987 a 1990 do grupy należeli także m.in. Jerzy Jaśkiewicz (fotografik i happener), Tadeusz Mazurek (dyrygent, kompozytor, w D.T. happener), Maciej "Matros" Sałański (rzeźbiarz, fotografik i happener), Edward "Lu" Soroka (happener i teoretyk sztuki) czy Ralf Schulze (grafik, mim i happener).
Drugą edycję (po 1999 r.) Double Travel tworzyli m.in. Wołodymyr "Locomotive Breath" Katoliczenko (saksofonista jazzowy i happener), Oleg Klejmionow (filmowiec, happener), Marek "Duże Człowieki" Kłuciński (twórca Mail Artu, poeta, happener, zm. w 2004 r.), Aleksandr Konowałow (operator filmowy, fotografik, happener), Mariusz Maliszewski (ex-Ogród/Ogród-2, grafik i happener, zm. w 2006 r.) i Beata "Savana" Spasik (mim, happener). Z wcześniejszego składu zachowali się Przychodzki i Soroka.
Pierwsza edycja D.T. przeprowadziła ponad 20 akcji plenerowych (główne tereny jej pracy to Pojezierze Łęczyńsko-Włodawskie i okolice Dębna Lubuskiego), drugi skład formacji miał na koncie około 10 podobnych realizacji. Poza pożegnalną imprezą pierwszego składu (noc z 22 na 23 września 1989 r., okolice Namyślina n. Odrą) wszystkie akcje dokumentowano fotograficznie. W ramach ruchu Mail Art dokumentacja trafiała do zaprzyjaźnionych artystów wielu krajów, od Niemiec po Japonię.

## Twórcze założenia
Podstawowym założeniem twórców było wyprowadzenie sztuki poza obręb przestrzeni galeryjnych. Realizacje przeprowadzano na przemyślany wcześniej "temat". Dotyczyło to albo wyimaginowanej historii jakiegoś miejsca, jak "Sanktuarium śpiącego dźwięku" (Las Reczyce k. Dębna Lub., 1 kwietnia 1989 r.), najdłuższej akcji grupy (od 5.21 rano do 20.49 wieczorem), odtwarzającej życie codzienne wśród ruin zbombardowanej przez Sowietów niemieckiej leśniczówki, albo miało konotacje ekologiczne (27 maja 1989 r.), niczym "Requiem dla zwierząt z SKR Kaniwola". Realizacji nigdy nie powtarzano, stąd improwizowane zdarzenie wymagało doskonałego zgrania poszczególnych członków ekipy.
Początkowo wykorzystywano wprowadzane między elementy naturalne danego miejsca sztuczne rekwizyty, z czasem coraz większą rolę D.T. przywiązywać zaczęło do wykorzystywania walorów wybranego na zdarzenie miejsca. Formacja pracowała bez publiczności; niekiedy zapraszano znajomych artystów, czasem zdarzali się widzowie przypadkowi.
Pierwsza ekipa współpracowała z Galerią Działań Maniakalnych Krzysztofa Skiby i Totartem. Uczestniczyła też w lipcu roku 1988 w Peace Festival w Białogórze, a 30 października 1988 w rozbitym przez gdańskich antyterrorystów I zjeździe Międzymiastówki Anarchistycznej.
W grudniu 1989 r. D. T. wydała pierwszy numer Ulicy Wszystkich Świętych. Gdy po równo dziesięciu latach (23 września 1999 r.) wznowiła działalność, powróciła też do edycji miesięcznika. Pomimo rozwiązania grupy po śmierci Marka Kłucińskiego, Ulica... wydawana jest do dziś przez niemiecką RegioPolis.
Największa wystawa dokumentacji akcji Double Travel odbyła się w maju 1990 r. w galerii Oliviera Jasona w Stoke-on-Trent.